# Spodoptera ciligera
Spodoptera ciligera là một loài bướm đêm trong họ Noctuidae.